# Trivirostra pellucidula
Trivirostra pellucidula, tên tiếng Anh: riceys, là một loài ốc biển nhỏ, là động vật thân mềm chân bụng sống ở biển trong họ Triviidae.